# الأبتر (رواية)
الأبتر هي رواية للكاتب السوري ممدوح عدوان، صدرت الطبعة الأولى من الرواية عام 1969م، عن الإدارة السياسية في دمشق. ثم أعادت دار ممدوح عدوان للنشر والتوزيع نشرها عام 2024 بطبعة حديثة.

## زمان ومكان الرواية
تقع أحداث الرواية في قرية المنصورة السورية التي تقع بجانب القنيطرة بعد حرب حزيران عام 1967.

## عن الرواية
بطل الرواية هو العجوز (إدريس) أحد سكان قرية المنصورة المدمرة، ورغم أن أهلها رحلوا عنها، إلا أنه لا يغادرها، ويبقى وحيداً صامداً يعمل بأرضه ويرعى بقرته وينتظر عودة أهل القرية وأبنائها.
يحاول الحاكم العسكري إقناعه أن يبيع أرضه وبقرته ويلحق بأهله في دمشق ولكنه يرفض.
وفي يوم من الأيام يمر به شخص ملثم ويعرف أنه من المقاومين فيقاسمه طعامه ويدله على الطريق.
يرى (إدريس) الجنود وهم ينهبون بيوت القرية بعد رحيل سكانها، ولا يستطيع لوحده أن يمنعهم من ذلك، وكذلك يرى حقوله تحترق أمام عينيه ولا يستطيع إطفائها ويشعر بالضعف والوحدة والذل والقهر.

رواية عن الصمود والتحدي والتمسك بالأرض.

## اقتباسات
(لم يستطع أن يجد جواباً معقولاً، لماذا يحرقون الحقول؟..قام متجهاً الى القرية، وحين وصل التل المجاور لها التفت ليلقي نظرة أخيرة، كان الدخان يتصاعد من كل مكان ووشاح أسود يغطي كل مكان وأحس ان الارض المدللة مقهورة، وانها تلبس الحداد.. التراب باق. لن يستطيعوا إحراق التراب، هذا الموسم المحروق سيصبح سماداً وستصبح الارض اكثر خصباً، اياك ان تعطيهم موسماً. احفظي كل شيء لابنائك الذين سيعودون).